# Tupolew Tu-116
Die Tupolew Tu-116 (russisch Туполев Ту-116, NATO-Codename: Cleat) war das leistungsstärkste und schnellste Turboprop-Verkehrsflugzeug der Welt, bis sie 1961 durch die Tu-114 abgelöst wurde. Sie wurde aus dem strategischen Bomber Tupolew Tu-95 entwickelt, der über eine große Zuladung, Reichweite und Geschwindigkeit verfügt.

## Geschichte
Die Tu-116 basierte wie auch die parallel entwickelte Tu-114 auf dem strategischen Bomber Tu-95. Der Auftrag zur Entwicklung wurde im August 1955 erteilt. Aufgabe des Flugzeugs war der Transport der Führungsspitze des Staates mit Sicherheitspersonal und Gefolge. Die Entwicklung der Tu-116, die für Reisen des Generalsekretärs Nikita Chruschtschow während der sogenannten Tauwetter-Periode genutzt werden sollte, besaß gegenüber der Tu-114 eine höhere Priorität, da diese für eine Reise in die Vereinigten Staaten von Amerika nicht rechtzeitig fertig geworden wäre. Der vorläufige Entwurf wurde im April 1956 zur Prüfung eingereicht und im Oktober bestätigt.
Obwohl das Verkehrsflugzeug aufgrund der relativ einfachen Modifikationen in etwas mehr als einem Jahr fertiggestellt werden konnte, verschob sich die ursprüngliche Indienststellung von September 1956 in das Jahr 1957, da das Tupolew-Konstruktionsbüro mit militärischen Aufträgen ausgelastet war.
Das Flugzeug erhielt die interne Bezeichnung Tu-114D („Diplomatitscheski“), was später einige Verwirrung stiftete – Tu-114D (D für „Dalni“, russisch „Langstrecke“) war auch die offizielle Bezeichnung der Transatlantik-Variante der Tu-114 mit 64 Passagiersitzen.
Das Flugzeug war für den Transport von 24 Passagieren, einem Koch, einer Flugbegleiterin, einem Navigator-Ansager, der die Passagiere über den Flug informierte und für den Notfall zehn bis zwölf bewaffnete Wachen.
Technisch unterschied sich die Tu-116 vom Ausgangsmuster Tu-95 durch die Entfernung der gesamten Schutz- und Bombenausrüstung, den Umbau des Raums hinter den Tragflächen zu zwei Passagierkabinen, einer Toilette, einem Gepäckraum und einer Küche mit einer Gesamtfläche von 70 Quadratmetern und die Ausrüstung des Rumpfs mit zusätzlichen Fenstern. Die erste Passagierkabine hatte Platz für sechs bis acht Passagiere, die zweite wurde für drei VIP-Passagiere konzipiert und mit Betten und Sofas ausgerüstet. Die Druckkabine führte zu einem kurzen Flur mit einer absenkbaren Treppe, die für den Ein- und Ausstieg und auch als Notausgang diente. Die Flugbesatzung bestand aus zwei Piloten, Navigator, Flugingenieur, Bordmechaniker und Funker. Als Servicepersonal waren ein Flugbegleiter und ein Koch vorgesehen.

## Nutzung
Die Tu-116 wurden aus zwei Serien-Tu-95 (Seriennummern 402 und 409) abgeleitet und im staatlichen Flugzeugwerk Nr. 18 in Kuibyschew gebaut. Während der Werkerprobung wurde 1957 mit der Besatzung von Nikolai Charitonow ein Nonstopflug von Moskau zum Baikalsee und zurück absolviert. Die Tu-116 legte die 9600-km-Strecke mit einer Durchschnittsgeschwindigkeit von 740 km/h zurück. Ein weiterer Langstreckenflug wurde unter Nikolai Bobrikow während der staatlichen Erprobung auf der Strecke Moskau–Irkutsk–Moskau über 8600 km mit einer durchschnittlichen Geschwindigkeit von 800 km/h durchgeführt. Keines der beiden Flugzeuge wurde für den geplanten Zweck verwendet. Nach der Flugerprobung wurden beide Verkehrsflugzeuge den sowjetischen Luftstreitkräften übergeben und dienten mit den taktischen Nummern 7801 und 7802 unterschiedlichen Zwecken. Die 7801 flog beim 409. Schweren Bomberfliegerregiment (TBAP) bis Anfang der 1990er-Jahre, die Nr. 7802 diente beim 1023. TBAP in Semipalatinsk bis 1989.
Eine Tu-116 ist im Flugzeugmuseum Uljanowsk ausgestellt. Die zweite Tu-116 wurde verschrottet, wobei Bauteile wie beispielsweise die Triebwerke als Ersatzteile für Tu-95-Bomber verwendet wurden.

## Technische Daten
| Kenngröße             | Daten                                                                    |
| --------------------- | ------------------------------------------------------------------------ |
| Besatzung             | 7–8                                                                      |
| Passagiere            | 24 (max. 60)                                                             |
| Länge                 | 46,17 m                                                                  |
| Spannweite            | 54,1 m                                                                   |
| Höhe                  | 15,5 m                                                                   |
| Flügelfläche          | 311,1 m²                                                                 |
| Flügelstreckung       | 9,4                                                                      |
| Leermasse             | 93.500 kg                                                                |
| Nutzlast              | maximal 32.000 kg                                                        |
| max. Startmasse       | 182.000 kg                                                               |
| Antrieb               | 4 × Propellerturbinen Kusnezow NK-12MW mit jeweils 11.000 kW (15.000 PS) |
| Höchstgeschwindigkeit | 900 km/h                                                                 |
| Reisegeschwindigkeit  | 800 km/h                                                                 |
| Reichweite            | 10.750 km                                                                |
| Dienstgipfelhöhe      | 12.000 m                                                                 |
| Tragflächenbelastung  | 421 kg/m²                                                                |
| Leistungsbelastung    | 168 W/kg                                                                 |